# ウーシャー
ウーシャー（梵: उषा, Uṣā, Usha）は、インド神話に登場する女性の名である。以下の2名が知られている。
- バーナースラの娘
- 聖仙の娘

## バーナースラの娘

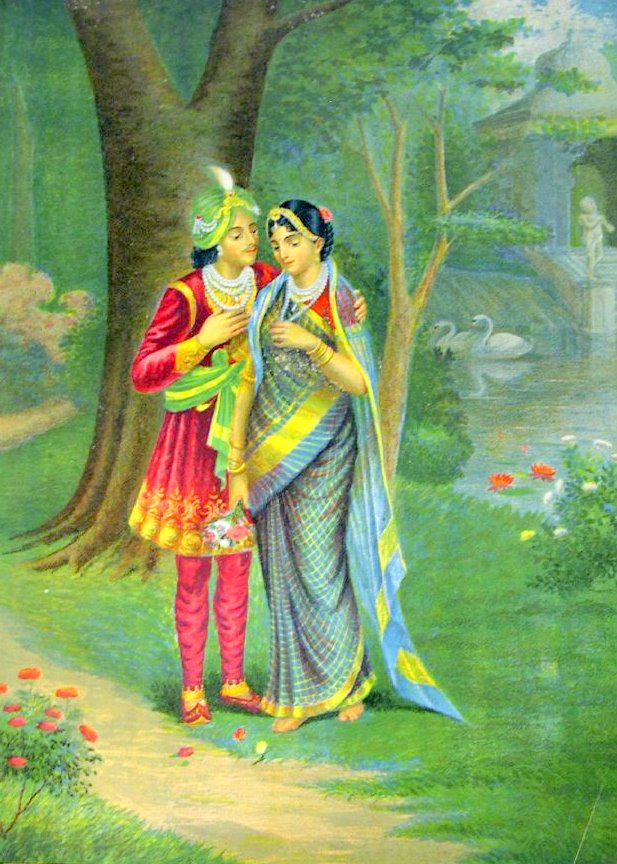
アニルッダとウーシャー。1895年頃。

このウーシャーはアスラ族の女性である。千本の腕を持つダイティヤの王バーナースラの娘で、夫はヴィシュヌの化身クリシュナの子プラデュムナの子アニルッダである。
ある日ウーシャーは、バーナースラの大臣の娘チトラレーカーに、夢に出てきた美青年に恋したと伝えた。翌晩チトラレーカーは呪文を用いてその青年をウーシャーの部屋へ召喚したが、その青年こそアニルッダだった。敵の王子が自国の城に入ってきたと気付いた父バーナースラは激怒し、アニルッダを監禁した。アニルッダの不在に気付いたクリシュナたちが、彼を奪還すべくバーナースラの城を襲った。激しい戦闘の果てに、バーナースラはクリシュナによって千本の腕を切り落とされたが、命は助けられ。（あるいはバーナースラは殺された）、アニルッダを解放してウーシャーをその花嫁として送り出した。
こうしてウーシャーはアニルッダと結婚して、息子ヴァジュラの母となった。ヴァジュラはヤドゥ族が滅亡したときに生き残り、アルジュナによって生き残った他のヤドゥ族とともにインドラプラスタに連れて行かれ、アルジュナの後見のもと一族の王として即位した。

## 聖仙の娘
このウーシャーは聖仙の娘である。シャーリア王がヴィダルバ国王サティアを破ったため後宮の女性達が森の中に避難した際、ちょうど妊娠していた女性が出産後に亡くなったためその残された赤ん坊を引き取って育てた。